# Transgener Süßwasserpolyp

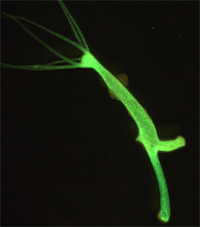
GFP-markierte endodermale Epithelzellen in einem Süßwasserpolypen.

Transgene Süßwasserpolypen sind gentechnisch veränderte Süßwasserpolypen (Hydra), die in der Grundlagenforschung Verwendung finden.
Durch Mikroinjektion von Expressionsplasmiden in Embryonen können fremde Gene in die Zellen des Polypen eingeschleust werden. Die genetisch markierten Zellen, die jetzt zum Beispiel grün fluoreszieren (siehe GFP), können dazu dienen, in den vollkommen durchsichtigen Polypen zu studieren, wohin die Zellen wandern und wie sie sich differenzieren. Ferner können die veränderten Zellen gezielt dazu gebracht werden, beliebige Gene zu einem beliebigen Zeitpunkt an einem beliebigen Ort im Hydra-Körper „anzuschalten“. Wenn die so aktivierten Gene wichtig sind, erwartet man erhebliche Auswirkungen auf den Organismus. Daraus lassen sich dann wichtige Schlussfolgerungen bezüglich der Funktion der betreffenden Gene ziehen.
Vom Studium der Zellen in diesem einfach gebauten Tier versprechen sich die Wissenschaftler Einblicke in die Mechanismen, die das Stammzellverhalten regulieren und die im Laufe der Evolution zum Entstehen von komplexen Zellsystemen geführt haben.

## Hydra als Modellsystem
Da Hydra viele der Gene besitzt, die denen im menschlichen Genom homolog sind und für die Entwicklung und zur Abwehr von Krankheitskeimen zur Funktion kommen, erlauben die transgenen Zellen in diesem Modellorganismus Funktionsuntersuchungen, die in komplizierteren Organismen und auch beim Menschen bisher nicht möglich waren.